# Ain Blal
Ain Blal (franska: Ain Blal (CR), Ain Blal (Commune Rurale), arabiska: زاوية سيدي بنحمدون) är en kommun i Marocko.   Den ligger i provinsen Settat och regionen Casablanca-Settat, i den norra delen av landet, 180 km söder om huvudstaden Rabat. Antalet invånare är 5 166.